# Cyklopentanon
Cyklopentanon je organická sloučenina se vzorcem (CH2)4CO, patřící mezi cyklické ketony.

## Výroba
Reakcí hydroxidu barnatého a kyseliny adipové za vysokých teplot dochází ke ketonizaci za vzniku cyklopentanonu:
(CH2)4(CO2H)2 → (CH2)4CO + H2O + CO2

## Použití
Cyklopentanon se používá na výrobu vůní, hlavně těch odvozených od jasmonu, jako jsou 2-pentyl- a 2-heptylcyklopentanon. Je využitelný i v řadě dalších organických syntéz, například při výrobě cyklopentobarbitalu, cyklopentaminu, pesticidu pencykuronu, a pentethylcyklanonu.

Cyklopentobarbital, léčivo vyráběné z cyklopentanonu

Tato látka je také prekurzorem kuban-1,4-dikarboxylátu, používaného k přípravě dalších substitovaných kubanů, jako jsou výbušniny heptanitrokuban a oktanitrokuban.